# 櫛田亮介
櫛田 亮介（くしだ りょうすけ、1977年6月29日 - ）は、奈良県生駒市出身の元ハンドボール選手、指導者。日本ハンドボールリーグの三重バイオレットアイリスでチームマネージャーを務めている。

## 経歴
中部大学入学を機に本格的に競技スタート。1999年には西日本学生ハンドボール選手権大会準優勝。同大会優秀選手賞に選出される。
大学卒業後は社会人ハンドボールの名門・ホンダに入団。2000年、2001年と日本リーグ優勝を経験。
2003年10月にホンダ熊本へ移籍。その半年後にチームの活動縮小方針決定。
2006年にハンドボールの本場であるヨーロッパへ単身で渡り、ドイツ4部リーグのESVロク・ピルナとプロ契約。リーグ優勝を果たす。
2007年、試合中に相手選手からの激しいコンタクトを受け、左膝脱臼による複合靭帯損傷の大けがを負い、競技復帰は絶望的と診断される。その後、靭帯再建手術が成功し、受傷後2年間を期限として競技復帰を決意。
2008年3月に怪我を理由に契約解除。帰国の途に就く。同年ドイツ5部リーグ「TSV Weinsberg」からドイツでリハビリを継続しジュニアチームのコーチをしながら、一軍での競技復帰を目指してはどうか、との打診を受けるもビザの取得は叶わず、日本リーグでの球界復帰を目指してアプローチを開始。
2009年9月に北陸電力ブルーサンダーへ入団。9月19日の対豊田合成戦で約2年振りに見事競技復帰を果たす。
2012年5月より北陸電力のコーチ兼任選手となり、チーム最年長選手として活動。
2015年5月から三重バイオレットアイリスの監督に就任。
2018-19年シーズン終了後に監督を退任。

## 詳細情報

### 年度別監督成績

#### レギュラーシーズン
| 年       | リーグ   | チーム   | 順位     | 試合 | 勝利 | 引分 | 敗戦 | 得点 | 失点 |
| -------- | -------- | -------- | -------- | ---- | ---- | ---- | ---- | ---- | ---- |
| 2015-16  | JHL      | MVI      | 6位      | 12   | 4    | 1    | 7    | 204  | 233  |
| 2016-17  | JHL      | MVI      | 4位      | 18   | 9    | 0    | 9    | 370  | 364  |
| 2017-18  | JHL      | MVI      | 4位      | 24   | 15   | 1    | 8    | 501  | 488  |
| 2018-19  | JHL      | MVI      | 4位      | 24   | 13   | 2    | 9    | 525  | 503  |
| JHL：4年 | JHL：4年 | JHL：4年 | JHL：4年 | 78   | 41   | 4    | 33   | 1600 | 1588 |

#### JHLプレーオフ
| 年      | 大会名                | 対戦相手                                   | 勝敗               |
| ------- | --------------------- | ------------------------------------------ | ------------------ |
| 2016-17 | プレーオフ準決勝      | 北國銀行                                   | 20-23 / 敗退 (4位) |
| 2017-18 | プレーオフ1stステージ | ソニーセミコンダクタマニュファクチャリング | 18-23 / 敗退 (4位) |
| 2018-19 | プレーオフ1stステージ | オムロン                                   | 15-21 / 敗退 (4位) |